# (14989) Tutte
(14989) Tutte (1997 UB7) – planetoida z pasa głównego asteroid okrążająca Słońce w ciągu 4,63 lat w średniej odległości 2,78 j.a. Odkryta 25 października 1997 roku.